# Стойко Христов
Стойко Христов е български революционер, харамия и деец на Вътрешната македоно-одринска революционна организация и на Върховния македоно-одрински комитет.

## Биография
Роден е в Карасуле, Османската империя, днес Поликастро, Гърция. След 1897 година се присъединява към четата на Иванчо Карасулията и Апостол войвода в Гевгелийско и Ениджевардарско. Загива с цялата чета на Иванчо Карасулията при село Лесково в Паяк на 21 март 1905 година в сражение с турски аскер.